# ستيف شورت
ستيف شورت (بالإنجليزية: Steve Short)‏ هو لاعب هوكي الجليد أمريكي، ولد في 6 أبريل 1954 في روزفيل في الولايات المتحدة.

## وصلات خارجية
- ستيف شورت على موقع دوري الهوكي الوطني (الإنجليزية)
- ستيف شورت على موقع قاعة مشاهير الهوكي (لاعب أن.إتش.أل) (الإنجليزية)
- ستيف شورت على موقع EliteProspects.com (الإنجليزية)
- ستيف شورت على موقع HockeyDB.com (الإنجليزية)
- ستيف شورت على موقع Hockey-Reference.com (الإنجليزية)